# Pico do Calçado
O pico do Calçado é extraoficialmente a quarta montanha mais alta do Brasil, com 2849 metros de altitude. É também extraoficialmente a segunda montanha mais alta dos estados do Espírito Santo e de Minas Gerais, em cuja divisa está localizado.

## Localização
O pico localiza-se no Parque Nacional do Caparaó, na divisa dos municípios de Ibitirama (Espírito Santo) e Alto Caparaó (Minas Gerais). Situa-se no bloco mais elevado da serra do Caparaó, a menos de 1 km em linha reta do pico da Bandeira.

## Medição de Altitude
Até 2004, a altitude do pico era citada como sendo de 2766 metros, mas durante o Projeto Pontos Culminantes do Brasil, uma medição mais precisa por GPS confirmou a altitude como sendo de 2849 m.

## Acessos
Seu acesso dá-se pela trilha que parte da Casa Queimada, no lado de Minas Gerais, seguindo pela crista divisória entre os estados do Espírito Santo e Minas Gerais, e alcançando seu amplo cume por uma "escalaminhada" na rocha. Daí a trilha segue rumo ao pico da Bandeira.[carece de fontes?]